# Instituto de Formação Turística de Macau
O Instituto de Formação Turística (Chinês: 旅遊學院) é uma instituição de ensino de Macau estabelecida em 1995.

## Escolas do IFT

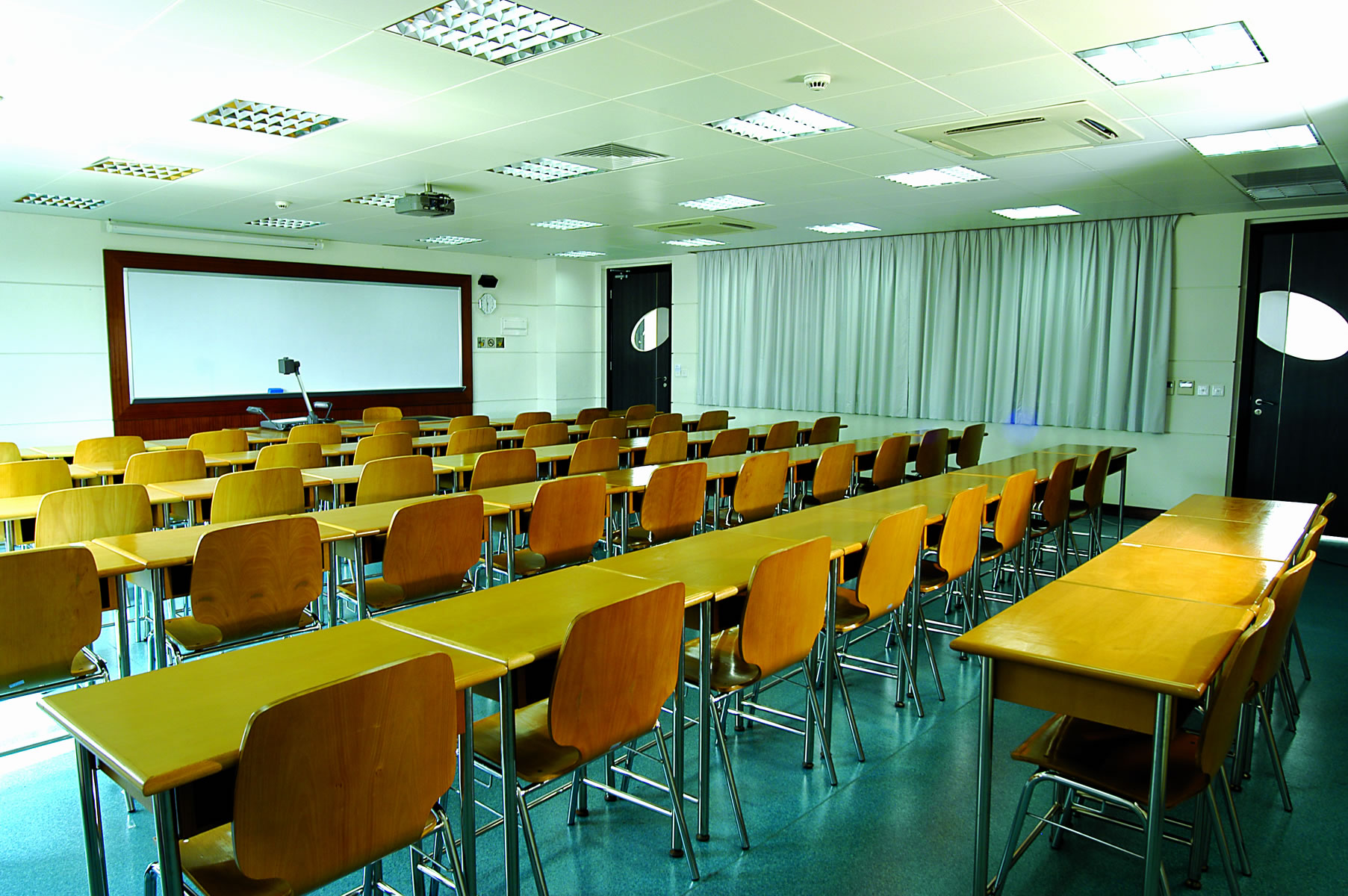
Uma das salas de aula na "Inspiração da Construção".

## Campus
O campus do IFT pode ser dividido em dois campi: o campus principal e o campus de Taipa.

### Campus principal

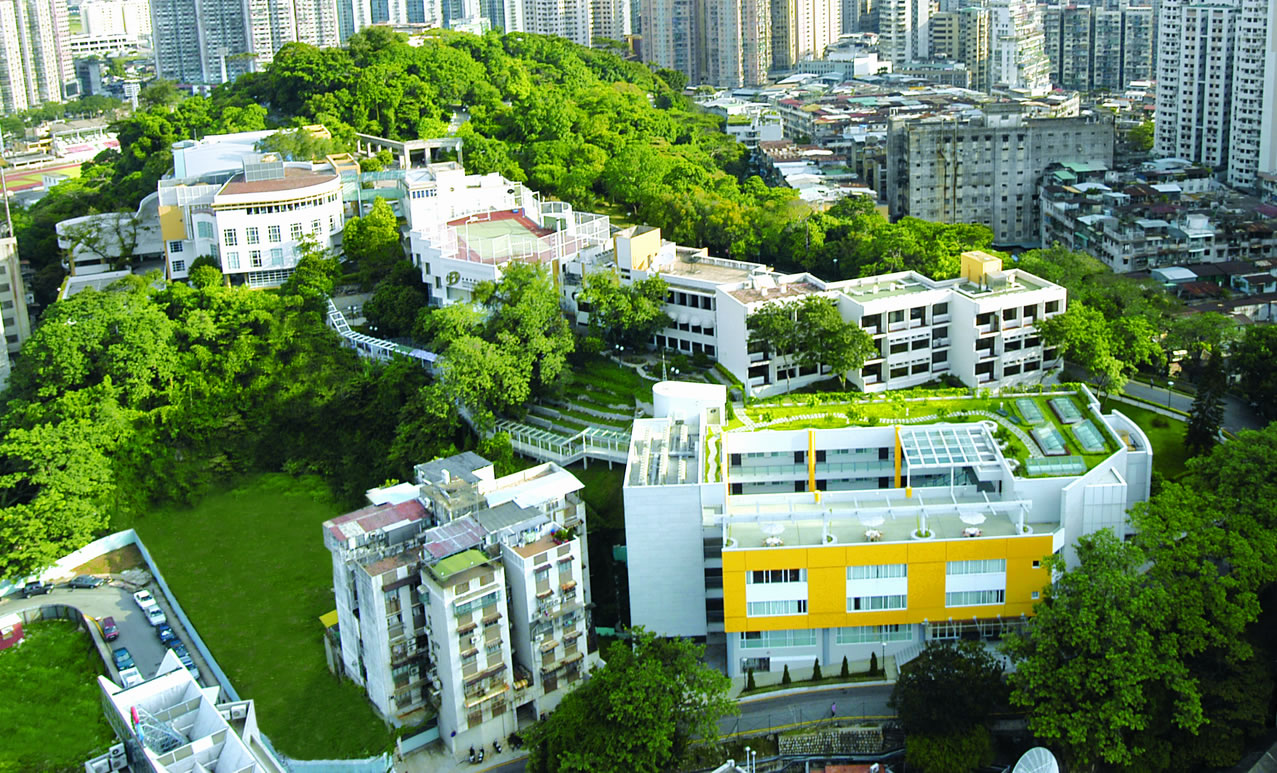
O campus principal do IFT.

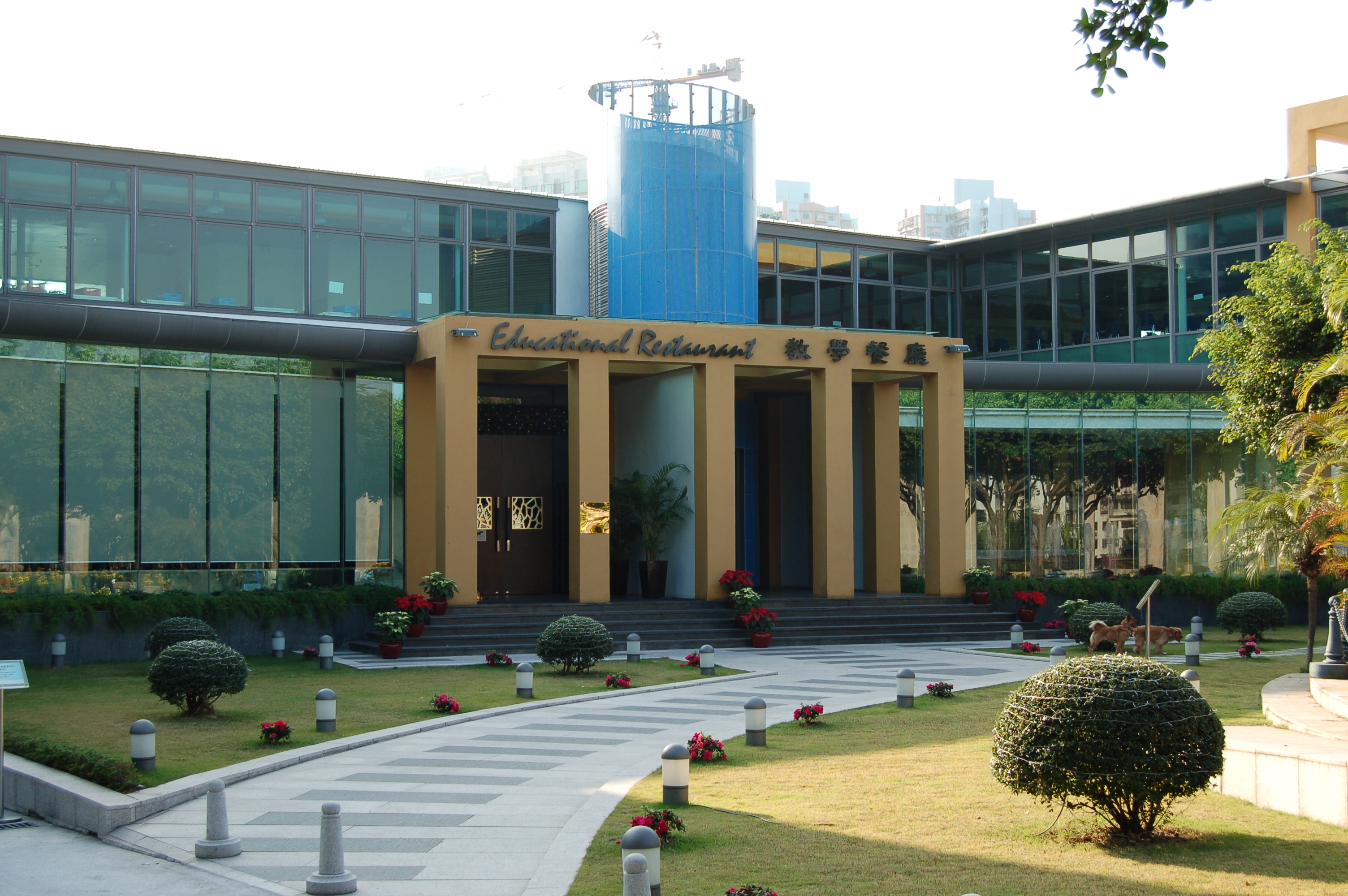
Restaurante Educacional.

- Inspiração da Construção(Chinês: 啟思樓)
- Pousada de Mong-Há(Chinês: 望廈賓館)
- Time Construtivo(Chinês: 協力樓)
- Restaurante Educacional(Chinês: 教學餐廳)